# Fyrstindens Skæbne
Fyrstindens Skæbne er en dansk stumfilm fra 1916, der er instrueret af George Schnéevoigt efter manuskript af ham selv og Valdemar Andersen.

## Handling
Denne artikel mangler et handlingsreferat. Hjælp os med at skrive det.

## Medvirkende
- Rita Sacchetto - Fyrstinde Bianca à Costi
- Adolf Jensen - Fyrst Bazil á Costi
- Robert Schyberg - Ernesto Rée, fyrstens sekretær
- Charles Willumsen - Murph, fyrstindens tjener
- Gunnar Sommerfeldt - Alf Hardy, maler